# Neleothymus rufoornatus
Neleothymus rufoornatus là một loài tò vò trong họ Ichneumonidae.